# Proud Flesh
Proud Flesh is een Amerikaanse dramafilm uit 1925 onder regie van King Vidor.

## Verhaal
Een wees van de aardbeving in San Francisco wordt geadopteerd door familie in Spanje. Daar wordt ze het hof gemaakt door een plaatselijke adonis. Ze wijst hem af voor een loodgieter uit haar thuisstad San Francisco.

## Rolverdeling
| Acteur           | Personage                |
| ---------------- | ------------------------ |
| Eleanor Boardman | Fernanda                 |
| Pat O'Malley     | Pat O'Malley             |
| Harrison Ford    | Don Jaime                |
| Trixie Friganza  | Mevrouw McKee            |
| William J. Kelly | Mijnheer McKee           |
| Rosita Marstini  | Vicente                  |
| Sojin Kamiyama   | Wong                     |
| Evelyn Sherman   | Spaanse tante            |
| George Nichols   | Spaanse oom              |
| Margaret Seddon  | Mevrouw O'Malley         |
| Lillian Elliott  | Mevrouw Casey            |
| Priscilla Bonner | Meisje uit San Francisco |